# Abergement-le-Grand
Abergement-le-Grand település Franciaországban, Jura megyében. Lakosainak száma 61 fő (2022. január 1.). Abergement-le-Grand Mathenay, Abergement-le-Petit, Aumont, Grozon, Montholier és Vadans községekkel határos.

## Népesség
A település népességének változása:
| Lakosok száma | 69   | 53   | 42   | 57   | 55   | 54   | 58   | 61   | 61   | 61   |
|               | 1968 | 1982 | 1990 | 2006 | 2013 | 2015 | 2017 | 2019 | 2020 | 2022 |